# Las mil y una
Las mil y una és una pel·lícula coproducció de l'Argentina i Alemanya filmada en color dirigida per Clarisa Navas sobre el seu propi guió que es va estrenar el 3 de desembre de 2020 i que va tenir com a actors principals a Sofía Cabrera, Ana Carolina García i Mauricio Vila.

## Producció
El títol de la pel·lícula remet al lloc de filmació, un barri de la província de Corrientes anomenat “Las mil viviendas”, que, projectat a fins de la dècada de 1970 per a famílies de classe mitjana, va acabar com una terra de ningú envoltat de dificultats econòmiques i socials. L'elenc està compost per joves actrius i actors, en part naturals que, com la directora, pertanyen a aquesta localitat.

## Sinopsi
Iris coneix a Renata, una jove que després d'haver estat expulsada de l'escola passa el seu temps deambulant per un veïnat en decadència i amb la companyia de dos cosins, un d'ells obertament homosexual. Neix una atracció i una història plena de tendresa en un entorn molt hostil.

## Repartiment
Van col·laborar en el film els següents intèrprets::
- Sofía Cabrera	...	Iris
- Ana Carolina García	...	Renata
- Mauricio Vila	...	Darío
- Luis Molina	...	Ale
- Marianela Iglesia	...	Susi
- Pilar Rebull Cubells	...	Romi
- Amanda Victoria Cussigh	...	Dulce
- Leo Espíndola	...	Ramiro
- Facundo Ledesma	...	Pablo
- Rosa Melgarejo	...	Tía Claudia
- Martha Beatriz Barboza	...	Tía Tere
- Gustavo Bravo	...	Hormiga
- Florencia Castillo	...	Samanta

## Comentaris
Ola Salwa va opinar:
| « | ”A través del pas del temps i l'absència d'una estructura narrativa rígida, la cineasta aconsegueix crear un vincle entre el públic i els personatges, la qual cosa ens permet submergir-nos en les seves rutines diàries. Les vides d'aquests joves semblen anar a la deriva, sense una meta concreta, igual que les de tot el món… cinta molt sensual, amb un missatge social subtil però contundent. Els vells conceptes que dividien a les persones en grups (com a heterosexuals, homosexuals, lesbianes o fins i tot “guineus”) estan obsolets....la llibertat absoluta i sense restriccions també pot plantejar seriosos problemes quan un adolescent tracta de buscar la seva pròpia identitat...els adolescents representen a la societat argentina, amb l'absència destacada dels pares, que podrien ser una metàfora dels "vells costums"...(la pel·lícula) podria haver-se beneficiat d'alguns talls... | » |

Viviana Bravo va escriure:
| « | ”El film parla del territori, en aquest cas d'espais i cossos marginals situats fora del normatiu…aconsegueix… creuar diferents tipus de marginalitats i proposar relacions alternatives, tant de tipus estètic com respecte als llaços heteronormatius. Ens fa transitar per territoris que constitueixen cossos impregnats per viure el ser dissident en un espai hostil i, movent-se entre aquests territoris, planteja un relat que complica la manera en què podem entendre els vincles amb el carnal i el social. | » |

## Premis
La pel·lícula va rebre els següents premis:
| AADA - Asociación Argentina de Directores de Arte Audiovisuales | Millor Direcció d'Art de Pel·lícula Argentina de totes les competències        |
| ARGENTORES - Sociedad General de Autores de la Argentina        | Millor Guió de Pel·lícula Argentina de totes les competències (compartit)      |
| DAC - Directores Argentinos Cinematográficos                    | Millor Director/a Argentí/na de tote las Competències                          |
| FEISAL - Federación de Escuelas de Cine de América Latina       | Millor Pel·lícula realitzada per Director/a Llatinoamericà/a de fins a 35 anys |
| 32è Festival de Cinema Llatinoamericà de Tolosa de Llenguadoc   |                                                                                |
| Menció especial del jurat                                       |                                                                                |
| Festival Internacional de Cinema de Sant Sebastià 2020          |                                                                                |
| Menció especial del jurat del premi “Horizontes”                |                                                                                |